# Lübecker Senat 1895 und 1896

Flagge Lübecks 1890–1935

Der Senat der Freien und Hansestadt Lübeck als Kabinett in den Jahren 1895 und 1896. 

## Bürgermeister

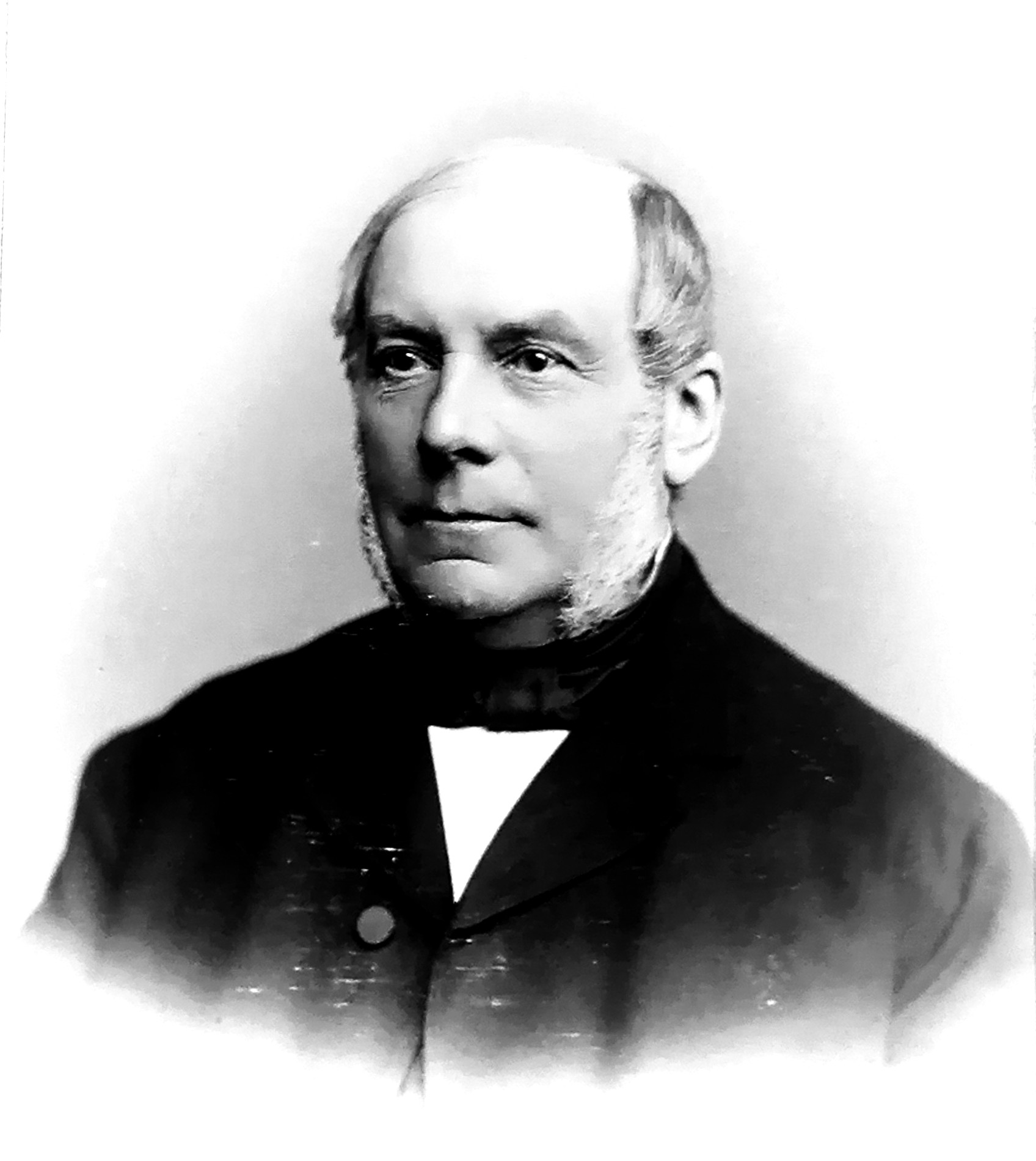
Heinrich Theodor Behn in seinen Amtsräumen

- Heinrich Theodor Behn, Senator seit 1858

## Senatoren
- Arthur Gustav Kulenkamp, seit 1869. Verstorben am 16. April 1895.
- Wilhelm Brehmer, seit 1870
- Franz Eduard Hermann Rittscher, seit 1873
- Heinrich Klug, seit 1879
- Heinrich Alphons Plessing, seit 1879
- Karl Peter Klügmann, seit 1880. Austritt 1896 wegen Bestellung zum Hanseatischen Gesandten.
- Emil Wolpmann, seit 1883
- Johann Hermann Eschenburg, seit 1884
- Johann Georg Eschenburg, seit 1885
- Georg Arnold Behn, seit 1889
- Hermann Deecke, seit 1891
- Karl Alfred Brattström, seit 1892
- Friedrich Heinrich Bertling, seit 1893
- Ernst Christian Johannes Schön, seit 1895
- Emil Ferdinand Fehling, seit 1896